# Vins-sur-Caramy
Vins-sur-Caramy là một xã thuộc tỉnh Var trong vùng Provence-Alpes-Côte d’Azur, Pháp. Xã này có diện tích 16,3 km², dân số 773 người. Xã này nằm ở khu vực có độ cao trung bình 156 mét trên mực nước biển.

## Biến động dân số
| 1962                                         | 1968 | 1975 | 1982 | 1990 | 1999 | 2005 | 2006 |
| -------------------------------------------- | ---- | ---- | ---- | ---- | ---- | ---- | ---- |
| 267                                          | 272  | 223  | 298  | 492  | 561  | 751  | 773  |
| Số liệu từ năm 1962, dân số không tính trùng |      |      |      |      |      |      |      |